# Câu lạc bộ bóng đá trẻ U-21 Hoàng Anh Gia Lai
Câu lạc bộ bóng đá trẻ U-21 Hoàng Anh Gia Lai (cũng được gọi là U-21 Hoàng Anh Gia Lai hoặc U-21 HAGL) đại diện cho Hoàng Anh Gia Lai tham gia tại Giải bóng đá U21 Quốc tế báo Thanh niên tổ chức hàng năm. Câu lạc bộ này đã tham gia mùa giải: 2014 và 2015. Họ đã đăng quang ngôi vô địch trong cả hai lần tham gia giải này.

## Thành tích tại Giải bóng đá U-21 Quốc tế báo Thanh niên
| Mùa                               | Kết quả         | St | T | H | B | BT | BB | Huấn luyện viên    |
| --------------------------------- | --------------- | -- | - | - | - | -- | -- | ------------------ |
| Nha Trang 2007 đến Phan Rang 2013 | Không tham dự   | –  | – | – | – | –  | –  |                    |
| Cần Thơ 2014                      | Vô địch         | 4  | 2 | 1 | 1 | 6  | 3  | Guillaume Graechen |
| Hồ Chí Minh 2015                  | Vô địch         | 4  | 2 | 1 | 1 | 8  | 6  | Nguyễn Quốc Tuấn   |
| Hồ Chí Minh 2016                  | Trong tương lai | –  | – | – | – | –  | –  |                    |
| Tất cả                            | 2/9             | 8  | 4 | 2 | 2 | 14 | 9  |                    |

## Đội hình
Đội hình dưới đây được công bố trước khi Giải bóng đá U-21 Quốc tế báo Thanh niên 2015 khởi tranh. 

Ghi chú: Quốc kỳ chỉ đội tuyển quốc gia được xác định rõ trong điều lệ tư cách FIFA. Các cầu thủ có thể giữ hơn một quốc tịch ngoài FIFA.
| Số | VT | Quốc gia | Cầu thủ               |
| -- | -- | -------- | --------------------- |
| —  | TM | Việt Nam | Phạm Văn Tiến         |
| —  | TM | Việt Nam | Bùi Trần Minh Hoàng   |
| —  | HV | Việt Nam | Lê Văn Sơn            |
| —  | HV | Việt Nam | Lê Đức Lương          |
| —  | HV | Việt Nam | Nguyễn Hữu Anh Tài    |
| —  | HV | Việt Nam | A Hoàng               |
| —  | HV | Việt Nam | Trần Thanh Sơn        |
| —  | HV | Việt Nam | Trần Kim Hùng         |
| —  | HV | Việt Nam | Trần Hữu Đông Triều   |
| —  | HV | Việt Nam | Nguyễn Phong Hồng Duy |
| —  | HV | Việt Nam | Vũ Văn Thanh          |

| Số | VT | Quốc gia | Cầu thủ            |
| -- | -- | -------- | ------------------ |
| —  | TV | Việt Nam | Lê Phạm Thành Long |
| —  | TV | Việt Nam | Triệu Việt Hưng    |
| —  | TV | Việt Nam | Hoàng Thanh Tùng   |
| —  | TV | Việt Nam | Nguyễn Tiến Hoài   |
| —  | TV | Việt Nam | Phan Thanh Hậu     |
| —  | TV | Việt Nam | Nguyễn Tuấn Anh    |
| —  | TV | Việt Nam | Lương Xuân Trường  |
| —  | TĐ | Việt Nam | Đinh Thanh Bình    |
| —  | TĐ | Việt Nam | Trần Minh Vương    |
| —  | TĐ | Việt Nam | Nguyễn Văn Toàn    |
| —  | TĐ | Việt Nam | Nguyễn Công Phượng |